# Alice Perrers
Alice Perrers, född 1348, död 1400, var en engelsk hovdam, mätress till kung Edvard III av England mellan 1363 och 1376. Hon hade stort politiskt inflytande och anses ha varit Englands de facto regent 1370–1376.

## Biografi
Alice Perrers var dotter till Sir Richard Perrers och blev 1362 hovdam till Edvards drottning Filippa av Hainault, och 1363 kungens älskarinna. Så länge Filippa levde var deras relation hemlig, men resulterade av allt att döma i en son och två döttrar. 
Efter Filippas död 1369 blev Perrers relation med Edvard officiell. Edvard överöste henne med överdådiga gåvor, däribland Filippas juveler och herresätet Wendover. Edvard gjorde henne till sin rådgivare och ska ha lämnat avgörandet i de flesta politiska frågor, utnämningar och kungliga nådebevis till henne. Tiden 1370–1376 bedöms det i själva verket ha varit Alice Perrers som genom Edvard fungerade som Englands verkliga regent. Hon utsattes för stort ogillande eftersom hon ansågs utnyttja sitt inflytande för att berika sig själv och gynna sina anhängare, och det sades att ingen vågade driva process mot henne. År 1375 ingick hon ett hemligt äktenskap med Sir William Windsor, som hon sedan genom kungen utnämnde till kunglig generallöjtnant på Irland.
Franska krönikörer hävdar att Perrers plockade av ringarna från Edvards lik, men detta kan snarare ha varit ett försök att misskreditera Edvards hov snarare än ett återgivning av fakta. Perrers var i själva verket inte i England vid Edvards död. År 1376 stämdes hon av ett munkkloster och dömdes för korruption till konfiskation och förvisning från England.